# Josef Frank (homme politique tchécoslovaque)
Ne doit pas être confondu avec Josef Frank.
Josef Frank, né le 15 février 1909 à Prostějov (Autriche-Hongrie) et mort le 3 décembre 1952 à Prague (Tchécoslovaquie), est un homme politique tchécoslovaque communiste déporté à Buchenwald, puis victime du procès de Prague.

## Biographie
En 1926, il rejoignit la Jeunesse communiste, puis, quatre ans plus tard, le Parti communiste tchécoslovaque (PCT).
Pendant la Seconde Guerre mondiale, il s'engagea dans la résistance communiste à Prostějov (sa ville natale) et fut par conséquent envoyé au camp de concentration de Buchenwald, où il séjourna de 1939 à 1945. 
Après la guerre, il intégra le Comité central (cs) et le bureau politique du PCT. En mars 1952, il fut démis de ses fonctions de membre du Comité central du PCT et deux mois plus tard, il démissionna de son poste de député à l'Assemblée nationale (il fut remplacé à celui-ci par Karel Peck (cs). Arrêté le 23 ou le 25 mai 1952, il dut ensuite subir une parodie de procès, les procès de Prague, ou procès Slánský (nom du principal accusé), qui avait pour objectif d'éliminer des cadres du Parti communiste tchécoslovaque présentés de façon mensongère comme des opposants au régime de la République socialiste tchécoslovaque. Ils étaient inspirés des purges staliniennes, notamment des procès de Moscou. La dernière déclaration de Frank devant la cour fut la suivante : « Je voudrais souligner que je suis pleinement conscient de la gravité et de la profondeur des crimes que j'ai commis et que j'en porte l'entière responsabilité [...] Je demande au tribunal d'État d'évaluer [...] la profondeur et l'étendue de ma culpabilité et d'imposer une peine stricte et dure. ». Le 27 novembre 1952, lui et dix autres accusés écopèrent de la peine de mort. Sur les conseils de leurs avocats, aucun ne fit appel et ils furent tous exécutés le 3 décembre 1952 avant le lever de l'aube. Frank fut le septième condamné à monter sur la potence, après Bedřich Geminder (en), Otto Šling (en), André Simone, Karel Šváb (cs), Otto Fischl et Rudolf Margolius (en). Il fut pendu à 4 h 31 (UTC+1) et déclaré mort à 4 h 37 (UTC+1). Par la suite, sa dépouille fut incinérée et ses cendres jointes à celles des autres suppliciés dans un sac à patates, avant d'être toutes jetées le long d'une route gelée par deux agents de la Sûreté d'État. 
Il fut réhabilité en 1963. Le 30 avril 1968, le président Ludvík Svoboda lui décerna à titre posthume le titre de Héros de la République socialiste tchécoslovaque (en).
Frank inspira à Howard Brenton le personnage d'une de ses pièces, Weapons of Happiness (en), dans laquelle il est imaginé encore vivant en 1976.